# Chiles herrlandslag i basket

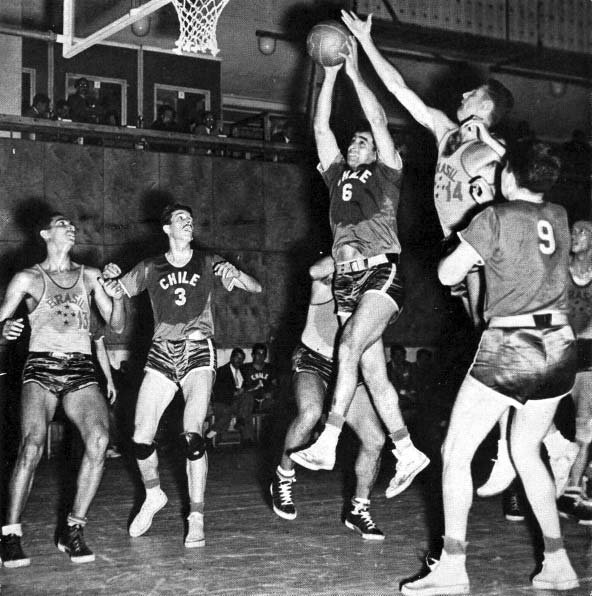
Chile-Brasilien i 1952 års olympiska turnering.

Chiles herrlandslag i basket (spanska: Selección de baloncesto de Chile) representerar Chile i basket på herrsidan. Laget tog brons i världsmästerskapet 1950. och 1959.
Laget blev även sydamerikanska mästare 1937.

### Fotnoter
1. ↑  Todor Krastev (19 mars 1950). ”Men Basketball World Championship 1950 Buenos Aires (ARG) 22.10-03.11 Winner Argentina” (på engelska). Sport Statistics. Arkiverad från originalet den 30 september 2007. https://web.archive.org/web/20070930211834/http://todor66.com/basketball/World/Men_1950.html. Läst 23 juni 2015.
2. ↑  Todor Krastev (19 mars 1959). ”Men Basketball World Championship 1959 Chile 16-31.01 - Winner Brasil” (på engelska). Sport Statistics. Arkiverad från originalet den 12 juli 2008. https://web.archive.org/web/20080712055644/http://todor66.com/basketball/World/Men_1959.html. Läst 23 juni 2015.
3. ↑  Todor Krastev (19 mars 1937). ”Men Basketball V Sudamericano 1937 Valparaiso (CHI) 02-16.03 - Winner Chile” (på engelska). Sport Statistics. Arkiverad från originalet den 23 juni 2015. https://web.archive.org/web/20150623164042/http://todor66.com/basketball/South_America/Men_1937.html. Läst 23 juni 2015.